# Katherine Paterson

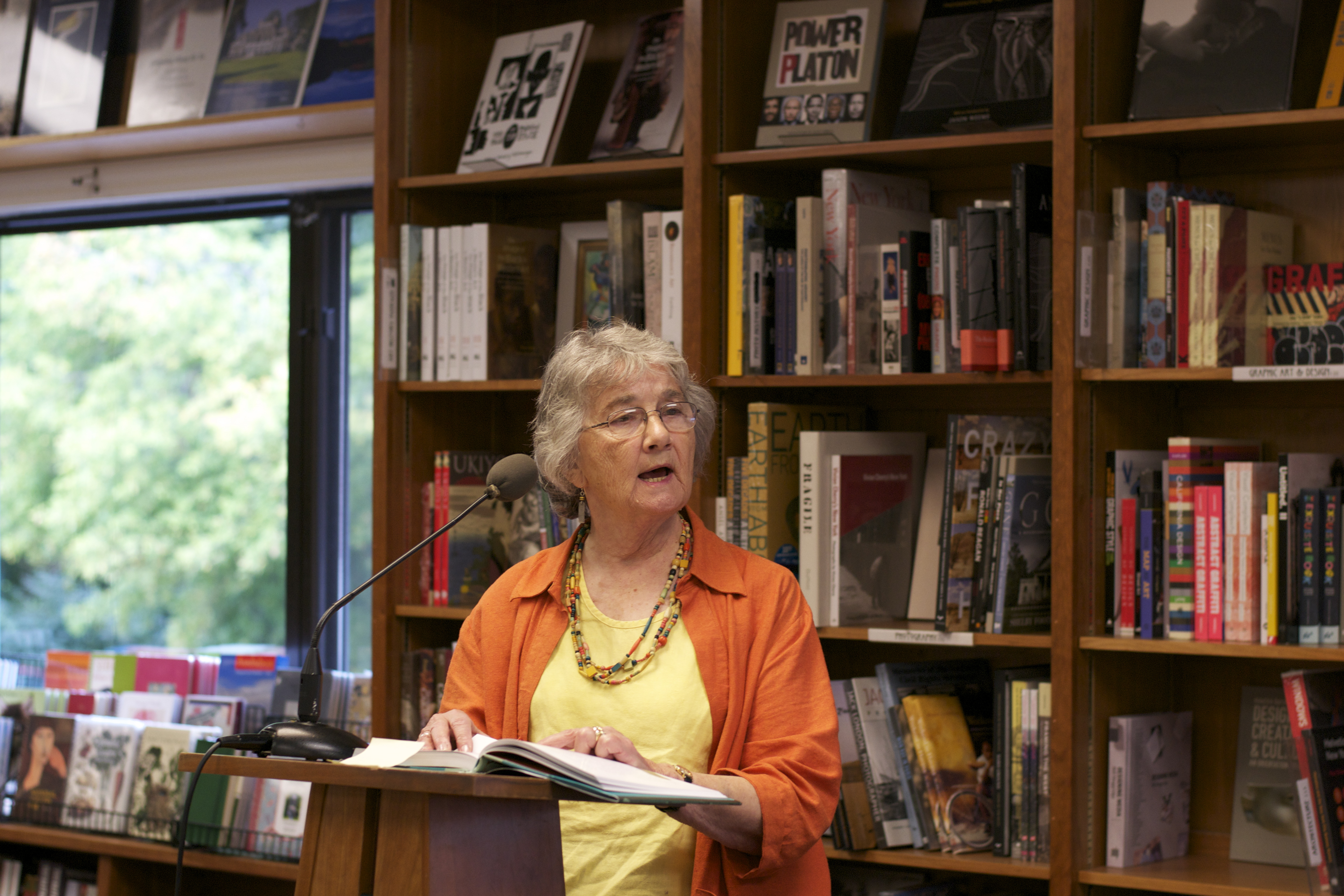
Katherine Paterson 2011

Katherine Paterson, född 31 oktober 1932 i Kina, är en amerikansk författare bosatt i Vermont.
Patersons föräldrar var amerikaner, under hennes barndom verksamma som missionärer i Qing Jiang, Jiangsu, i Kina.  Familjen evakuerades till USA under andra världskriget.
Efter collegeexamen studerade Katherine Paterson vid ett teologiskt seminarium. 1957-1961 arbetade hon som missionär och lärare i Japan, där hon också träffade sin man John Paterson. De har fyra barn varav två adopterade. Under sina år i Japan, studerade hon vid Japanska Språkskolan i Kobe och undervisade själv i en lantlig trakt på ön Shikoku.
Från 1964 har Katherine Paterson i huvudsak varit verksam som författare. Hon har skrivit en del texter för kyrkligt bruk, men framför allt många barn- och ungdomsromaner. Hon är mest känd för Bron till Terabitia (1977 Bridge to Terabithia) som även filmatiserats. Den handlar om två barn som skapar ett fantasirike där de flyr undan från problem i sina familjer och i skolan. Även Gilly Hopkins hittar hem, om en flicka som övergivits av sin mamma och som flyttat runt mellan olika fosterhem, har blivit film.
Ungefär hälften av Katherine Patersons böcker tilldrar sig i historisk miljö. Hon använder sig av sina kunskaper och erfarenheter från Kina och Japan men skriver även om USA under 1800-talet. Den andra hälften av böckerna tilldrar sig i dagens USA, ofta är det barn i utsatta familjer som skildras. En del av hennes böcker handlar om ämnen som en närståendes död, problemen med att bo i fosterhem, utnyttjande av arbetare och slaveri. Hennes gestalter kan ha det svårt på många sätt, men de klarar sig ofta genom att utveckla en inre styrka.

Hon har fått många prestigefyllda priser och belönades 2006 med Litteraturpriset till Astrid Lindgrens minne med motiveringen
Katherine Paterson är en lysande psykolog, som kryper under huden på de unga utsatta människor hon skapar, vare sig hon rör sig i historiska och exotiska miljöer eller i dagens bistra amerikanska verklighet. Med säker estetisk känsla undviker hon enkla lösningar och utvecklar i stället sina huvudpersoners inneboende styrka och livsmod.